# ويليس أدكوك
ويليس أدكوك هو كيميائي كندي، ولد في 25 نوفمبر 1922 في سان جان سور ريشليو في كندا، وتوفي في 16 ديسمبر 2003 في أوستن في الولايات المتحدة.